# Свапніл Кусале
Свапніл Кусале (6 серпня 1995 , Kolhapur districtd, Махараштра ) — індійський стрілець, бронзовий призер Олімпійських ігор 2024 року.

## Виступи на Олімпіадах
| Олімпіада  | Дисципліна                            | Місце |
| ---------- | ------------------------------------- | ----- |
| Париж 2024 | гвинтівка з трьох положень, 50 метрів | 3     |

## Зовнішні посилання
- Свапніл Кусале на сайті ISSF (англійська)
- Свапніл Кусале на сайті Olympics.com (англійська)